# Džabar Muadí
Džabar Muadí, hebrejsky ג'בר מועדי, Džabar Mu'adi, arabsky جبر داهش معدي ‎(1. dubna 1919 Jirka – 19. května 2009) byl izraelský politik a poslanec Knesetu za strany Demokratická kandidátka izraelských Arabů, Šituf ve-achva, Šituf ve-pituach, Šituf ve-achva, ha-Sia'a ha-druzit ha-jisra'elit, Kidma ve-pituach, Ma'arach, Kidma ve-pituach a Sjednocená arabská kandidátka.

## Biografie
Narodil se v obci Jirka. Byl členem komunity izraelských Drúzů.

## Politická dráha
Ve volbách v roce 1951 byl poprvé zvolen do Knesetu a to za kandidátní listinu Demokratická kandidátka izraelských Arabů. Zastával post člena výboru pro záležitosti vnitra. Zvolení se za tutéž formaci dočkal i ve volbách v roce 1955. Mandát získal ovšem až dodatečně, v únoru 1956, jako náhradník. Byl pak členem výboru House Committee. Pak jedno volební období v Knesetu nezasedal. Až ve volbách v roce 1961 uspěl za stranu Šituf ve-achva. Byl členem výboru pro záležitosti vnitra a výboru pro jmenování drúzských soudců. Uspěl rovněž ve volbách v roce 1965, do nichž šel za Šituf ve-achva. Tato formace se pak sloučila s poslaneckým klubem Šituf ve-pituach, aby se poté znovu osamostatnila. Muadí nakonec vytvořil vlastní parlamentní frakci nazvanou ha-Sia'a ha-druzit ha-jisra'elit (Frakce izraelských Drúzů). Byl členem parlamentního výboru House Committee. Poslanecké křeslo si udržel i po volbách v roce 1969, tentokrát za stranu Kidma ve-pituach. Nastoupil do výboru pro jmenování drúzských soudců, výboru pro vzdělávání a kulturu, výboru pro veřejné služby a výboru práce. Poslancem zůstal i po volbách v roce 1973, v nichž opětovně kandidoval za Kidma ve-pituach. Ta ale v průběhu volebního období dočasně fúzovala s levicovou stranou Ma'arach. Pak se znovu osamostatnila a nakonec sloučila do nové formace zvané Sjednocená arabská kandidátka. Právě za ni kandidoval Muadí ve volbách v roce 1977. Ve volbách zvolen nebyl, ale podle dohody uzavřené v rámci strany mělo dojít postupně k střídání jednotlivých kandidátů na jediném poslaneckém křesle, které strana získala. Toto křeslo držel od dubna 1979, po rezignaci poslance Sajfuddína az-Zuabího, poslanec Hamád Abú Rabía. I on měl později uvolnit místo v Knesetu ve prospěch dalšího kandidáta, kterým byl Džabar Muadí, ale neučinil tak. Spor nakonec vyústil v násilný akt, kdy byl Abú Rabía zavražděn syny Džabara Muadího. Ten po jeho smrti v lednu 1981 skutečně zaujal místo v Knesetu. V průběhu několika měsíců zbývajících do voleb v roce 1981 už se ale do práce parlamentu výrazněji nezapojil.
Zastával i vládní posty. V letech 1971–1975 byl náměstkem ministra komunikací a v letech 1975–1977 náměstkem ministra zemědělství.